# Joseph Rotblat
Sir Joseph Rotblat (Łódź, 4 november 1908 – Londen, 31 augustus 2005) was een in Polen geboren Brits natuurkundige. Hij ontving in 1995 de Nobelprijs voor de Vrede, samen met de Pugwash-conferentie, een organisatie van wetenschappers waarvan hij de voorzitter was, voor hun inspanningen voor nucleaire ontwapening.

## Levensloop
Rotblat werd geboren als Józef Rotblat als zoon van een Joodse familie in Łódź. Hij studeerde af aan de Universiteit van Warschau en werkte tot 1939 aan die universiteit, het Radium-instituut te Warschau en andere wetenschappelijke instituten.
Op een wetenschappelijke reis naar Liverpool werd hij zo geraakt door het vechten in de Tweede Wereldoorlog dat hij besloot er wat aan te gaan doen. Hij bleef in Groot-Brittannië, werkte samen met James Chadwick en raakte betrokken bij het Manhattanproject om de eerste atoombom te maken. Maar nadat nazi-Duitsland verslagen was, verliet Rotblat als enige natuurkundige het project omdat hij voelde dat het oorspronkelijke doel (de nazi's verslaan door als eerste een bom te maken) niet langer te rechtvaardigen was.
Hij werd een van de vooraanstaandste critici van de nucleaire wapenwedloop, zette zijn handtekening onder het Russell-Einsteinmanifest in 1955 en richtte met Bertrand Russell in 1957 de Pugwash-conferentie op, vernoemd naar het Canadese dorp waarin de eerste bijeenkomst plaatsvond. Ondanks het IJzeren Gordijn en de Koude Oorlog pleitte hij ervoor om contacten te leggen tussen wetenschappers uit het Westen en het Oosten. Zoals de eed van Hippocrates een beroepscode voor artsen biedt, vond hij dat wetenschappers hun eigen morele gedragscode moesten hebben.
Hij werd geridderd in 1998, en overleed uiteindelijk op bijna 97-jarige leeftijd.